# آنجلا آگیلار
آنجلا آگیلار آوارز آکالا (به انگلیسی: Ángela Aguilar Álvarez Alcalá؛ زادهٔ ۸ اکتبر ۲۰۰۳)، معروف به آنجلا آگیلار، خواننده‌ای مکزیکی-آمریکایی است که به‌خاطر فعالیت در سبک موسیقی منطقه‌ای مکزیک شهرت دارد. او با اجرای ترانهٔ «لا لورونا» در نوزدهمین مراسم جایزه گرمی لاتین در سال ۲۰۱۸ به شهرت گسترده‌ای دست یافت.
پدربزرگ و مادربزرگ پدری او، آنتونیو آگیلار و فلور سیلوستره، از چهره‌های برجستهٔ بازیگری و خوانندگی در عصر طلایی سینمای مکزیک بودند. آلبوم انفرادی نخست او، «اول من مکزیکی‌ام» (۲۰۱۸)، با استقبال منتقدان روبه‌رو شد و موفقیت چشمگیری کسب کرد. آگیلار نامزد دریافت یک جایزه گرمی و دو جایزه گرمی لاتین شده و از جمله جوان‌ترین هنرمندانی است که به این افتخار نائل آمده است.

## زندگی‌نامه
آنجلا آگیلار، فرزند پپه آگیلار و آنلیس آوارز آکالا، در ۸ اکتبر ۲۰۰۳ در لس‌آنجلس، کالیفرنیا، در حالی که پدرش در تور کنسرت بود، زاده شد. پدر او خوانندهٔ سرشناس سبک ماریاچی و پدربزرگ و مادربزرگ پدری‌اش، آنتونیو آگیلار و فلور سیلوستره، از ستارگان موسیقی و سینمای مکزیک بودند. او از کودکی به همراه برادرش، لئوناردو آگیلار، در تورهای موسیقی پدرش در سراسر آمریکای لاتین حضور داشت.

## حرفه
آنجلا در سال ۲۰۱۲، در سن نه‌سالگی، آلبوم «سنت جدید» را به همراه برادرش لئوناردو ضبط کرد. این آلبوم، که توسط پدرش تهیه شده بود، شامل چهار ترانه اجرا شده توسط لئوناردو و چهار ترانه توسط آنجلا بود.
در سال ۲۰۱۶، او در جشنوارهٔ «۱۰۰ زن» بی‌بی‌سی در مکزیکوسیتی شرکت کرد. آگیلار که در ۱۳ سالگی جوان‌ترین شرکت‌کننده بود، به بی‌بی‌سی اظهار کرد که صنعت موسیقی تحت سلطهٔ مردان است و امیدوار است این وضعیت تغییر کند.

از سال ۲۰۱۸، او در تور «بدون مرزها» همراه پدر و برادرش حضور داشته است. در ۲ مارس ۲۰۱۸، آلبوم انفرادی «اول من مکزیکی‌ام» را منتشر کرد که عنوان آن از نخستین فیلم مادربزرگش، فلور سیلوستره، الهام گرفته شده بود. این آلبوم، با تهیه‌کنندگی پپه آگیلار، شامل یازده ترانهٔ رانچرا بود که پیش‌تر توسط هنرمندانی چون لوچا ویلا، روسیو دورکال و مادربزرگ او اجرا شده بودند. او تک‌آهنگ «خون تو در جسم من» را در جوایز «تو موندو» ۲۰۱۸ اجرا کرد.

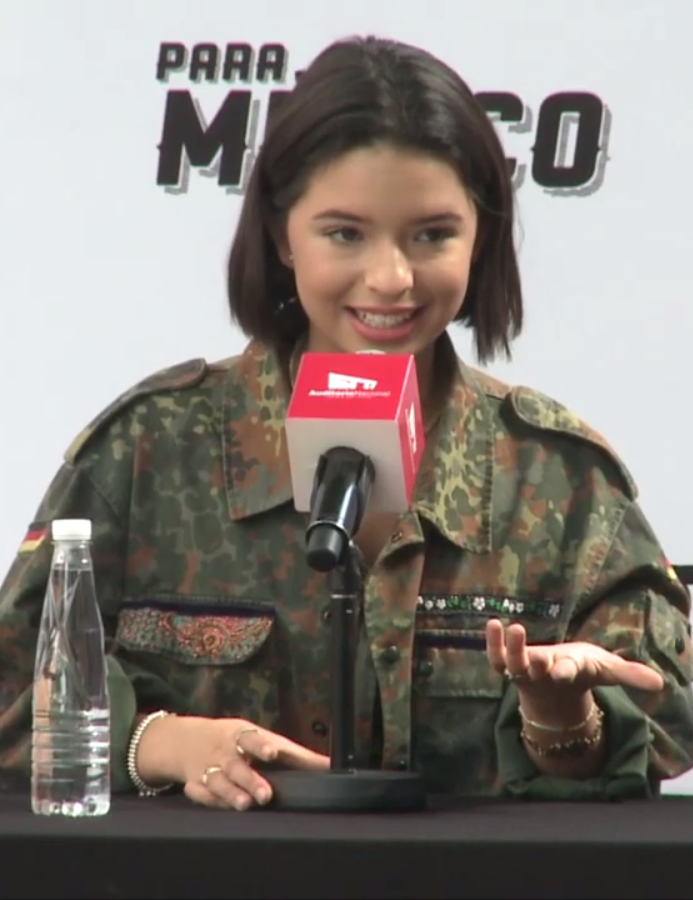
آنجلا آگیلار در کنفرانس مطبوعاتی، ۲۰۱۸

در ۲۰ سپتامبر ۲۰۱۸، او نامزد دریافت جایزهٔ بهترین هنرمند جدید و آلبومش برای بهترین آلبوم رانچرا/ماریاچی در نوزدهمین دوره جایزه گرمی لاتین شد. در این مراسم، اجرای ترانهٔ «لا لورونا» توسط او با تشویق ایستاده و تحسین هنرمندانی چون ویسنته فرناندز همراه شد. در ۷ دسامبر ۲۰۱۸، آلبوم «اول من مکزیکی‌ام» نامزد جایزه گرمی برای بهترین آلبوم موسیقی منطقه‌ای مکزیک شد.
در ۳ آوریل ۲۰۱۹، شهردار زاکاتکاس، اولیسس مخیا هارو، او را به‌عنوان نمایندهٔ هنری و فرهنگی زاکاتکاس معرفی کرد. در ۲۱ مه ۲۰۱۹، او در سه بخش از جوایز یوونتود نامزد شد و همراه با کریستین نودال و پایپ بوئنو، مجموعه‌ای از ترانه‌های ماریاچی را اجرا کرد. در ۲۳ ژوئیه ۲۰۱۹، با اجازهٔ لیدی گاگا، نسخه‌ای از ترانهٔ «کم‌عمق» را در یوتیوب آکادمی ملی علوم و هنرهای ضبط منتشر کرد که نخستین اجرای او به زبان انگلیسی بود.
در ۱۲ نوامبر ۲۰۲۰، او در تک‌آهنگ «بگو چطور می‌خواهی» با کریستین نودال همکاری کرد. این ترانه او را به نخستین هنرمند مکزیکی تبدیل کرد که وارد جدول ۲۰۰ ترانه برتر جهانی بیلبورد شد. این اثر در مکزیک به رتبهٔ یک رسید، در آمریکا هفت‌بار گواهی پلاتین و در مکزیک گواهی الماس دریافت کرد. در ۱ آوریل ۲۰۲۱، او ترانه «در حقیقت» را منتشر کرد که اولین تک‌آهنگ از سومین آلبوم استودیویی‌اش بود. در ۲۴ سپتامبر ۲۰۲۱، او سومین آلبوم خود را با عنوان «مکزیکی عاشق» منتشر کرد.

## زندگی شخصی
آنجلا آگیلار در خانواده‌ای اهل موسیقی، معروف به «سلسله آگیلار»، به دنیا آمد. پدرش خواننده مکزیکی پپه آگیلار و مادرش آنلیس آگیلار، مدیر برنامه‌های اوست. پدربزرگ و مادربزرگ پدری او خوانندگان و بازیگران مکزیکی آنتونیو آگیلار و فلور سیلوستره هستند. عموی او آنتونیو آگیلار جونیور و برادرش لئوناردو آگیلار است.
در ۱۰ ژوئن ۲۰۲۴، آگیلار رابطه خود را با خواننده مکزیکی، کریستین نودال، تأیید کرد. در ۲۴ ژوئیه ۲۰۲۴، آنها در یک مراسم خصوصی در هاسیندا سن گابریل د لاس پالماس، در آماکوزاک، مورلوس ازدواج کردند.

## دیسکوگرافی
آلبوم‌ها
- «کریسمس با آنجلا آگیلار» (۲۰۱۳)
- «اول من مکزیکی‌ام» (۲۰۱۸)
- «مکزیکی عاشق» (۲۰۲۱)
- «بولرو» (۲۰۲۴)

ای‌پی(اس)
- «این کومبیا را برقص» (۲۰۲۰)
- «بگذار موسیقی خاموش نشود» (۲۰۲۰)

آلبوم‌های مشترک
- «سنت جدید» (آنجلا و لئوناردو آگیلار) (۲۰۱۲)
- «مکزیکی تا استخوان» (پپه، لئوناردو و آنجلا آگیلار) (۲۰۲۱)

## جوایز و نامزدی‌ها
| مراسم                     | سال  | دسته‌بندی                    | نامزد(ها)/اثر(ها)     | نتیجه     |
| ------------------------- | ---- | --------------------------- | --------------------- | --------- |
| زنان در موسیقی بیلبورد    | ۲۰۲۵ | جایزه نوآوری                | خودش                  | برنده     |
| جوایز گرمی                | ۲۰۱۹ | آلبوم موسیقی مکزیکی منطقه‌ای | نخست مکزیکی‌ام         | نامزد     |
| جوایز آی‌هارت‌رادیو         | ۲۰۲۲ | آهنگ مکزیکی منطقه‌ای سال     | "بگو چطور می‌خوای"     | نامزد     |
| جوایز جوانی               | ۲۰۱۹ | هنرمند مکزیکی منطقه‌ای       | خودش                  | نامزد     |
| جوایز جوانی               | ۲۰۱۹ | هنرمند اجتماعی              | خودش                  | نامزد     |
| جوایز جوانی               | ۲۰۱۹ | تأثیرگذار جدید              | خودش                  | نامزد     |
| جوایز جوانی               | ۲۰۲۱ | آهنگ وایرال سال             | "بگو چطور می‌خوای"     | نامزد     |
| جوایز جوانی               | ۲۰۲۱ | آهنگ ماریاچی                | "بگو چطور می‌خوای"     | برنده     |
| جوایز جوانی               | ۲۰۲۲ | هنرمند زن جوانی             | خودش                  | نامزد     |
| جوایز جوانی               | ۲۰۲۲ | هنرمند زن نوظهور            | خودش                  | برنده     |
| جوایز جوانی               | ۲۰۲۲ | آلبوم مکزیکی منطقه‌ای        | عاشق مکزیکی           | برنده     |
| جوایز جوانی               | ۲۰۲۲ | آهنگ مکزیکی منطقه‌ای         | "اونجا که منو می‌بینی" | نامزد     |
| جوایز جوانی               | ۲۰۲۲ | تلفیق مکزیکی منطقه‌ای        | "اون بهت چی داد"      | نامزد     |
| جوایز جوانی               | ۲۰۲۲ | هنرمند یا تأثیرگذار محبوب   | خودش                  | نامزد     |
| جوایز جوانی               | ۲۰۲۲ | بهترین طرفداران             | خودش                  | نامزد     |
| جوایز جوانی               | ۲۰۲۳ | هنرمند زن جوانی             | خودش                  | نامزد     |
| جوایز جوانی               | ۲۰۲۳ | قدرت دخترانه                | "چه رنجی"             | نامزد     |
| جوایز جوانی               | ۲۰۲۳ | همکاری مکزیکی منطقه‌ای       | "چه رنجی"             | نامزد     |
| جوایز جوانی               | ۲۰۲۳ | بیشتر می‌خوام                | خودش                  | نامزد     |
| جوایز موسیقی لاتین آمریکا | ۲۰۲۱ | کنسرت مجازی محبوب           | مکزیکی تا استخوان     | نامزد     |
| جوایز موسیقی لاتین آمریکا | ۲۰۲۱ | ویدیوی محبوب                | "بگو چطور می‌خوای"     | نامزد     |
| جوایز موسیقی لاتین آمریکا | ۲۰۲۳ | هنرمند مکزیکی منطقه‌ای       | خودش                  | نامزد     |
| جوایز موسیقی لاتین آمریکا | ۲۰۲۴ | همکاری مکزیکی منطقه‌ای       | "چه رنجی"             | نامزد     |
| جوایز گرمی لاتین          | ۲۰۱۸ | بهترین هنرمند جدید          | خودش                  | نامزد     |
| جوایز گرمی لاتین          | ۲۰۱۸ | آلبوم رانچرو/ماریاچی        | نخست مکزیکی‌ام         | نامزد     |
| جوایز گرمی لاتین          | ۲۰۲۲ | آلبوم رانچرو/ماریاچی        | عاشق مکزیکی           | نامزد     |
| جوایز گرمی لاتین          | ۲۰۲۴ | آلبوم سال                   | بولرو                 | در انتظار |
| جوایز لو نوئسترو          | ۲۰۲۰ | هنرمند اجتماعی سال          | خودش                  | نامزد     |
| جوایز لو نوئسترو          | ۲۰۲۲ | هنرمند سال                  | خودش                  | نامزد     |
| جوایز لو نوئسترو          | ۲۰۲۲ | آلبوم سال                   | عاشق مکزیکی           | نامزد     |
| جوایز لو نوئسترو          | ۲۰۲۲ | آهنگ سال                    | "بگو چطور می‌خوای"     | نامزد     |
| جوایز لو نوئسترو          | ۲۰۲۲ | هنرمند زن جدید سال          | خودش                  | برنده     |
| جوایز لو نوئسترو          | ۲۰۲۳ | هنرمند سال                  | خودش                  | نامزد     |
| جوایز لو نوئسترو          | ۲۰۲۳ | آهنگ سال                    | "اونجا که منو می‌بینی" | نامزد     |
| جوایز لو نوئسترو          | ۲۰۲۳ | بهترین ترکیب سال            | "اون بهت چی داد"      | نامزد     |
| جوایز لو نوئسترو          | ۲۰۲۳ | هنرمند زن مکزیکی منطقه‌ای    | خودش                  | برنده     |
| جوایز لو نوئسترو          | ۲۰۲۳ | آهنگ مکزیکی منطقه‌ای سال     | "اونجا که منو می‌بینی" | نامزد     |
| جوایز لو نوئسترو          | ۲۰۲۳ | آهنگ ماریاچی/رانچرا سال     | "اونجا که منو می‌بینی" | نامزد     |